# Asociación de Fútbol de Serbia
La Asociación de Fútbol de Serbia (en serbio: Fudbalski savez Srbije,  Фудбалски савез Србије) es el organismo rector del fútbol en Serbia, con base en Belgrado. 
Fue creada en 2006, aunque los organismos oficiales la reconocen como sucesora de la disuelta Asociación de Fútbol de Serbia y Montenegro, que a su vez era la continuadora de la Asociación de Fútbol de Yugoslavia, fundada  en 1919. 
Se encarga de la organización de la Liga y la Copa de Serbia, así como los partidos de la selección de fútbol de Serbia en sus distintas categorías.

## Historia
La Federación de Fútbol de Yugoslavia se fundó en 1919 y en 1923 ingresó en la FIFA. En 1954 fue una de las asociaciones fundacionales de la UEFA.
Tras la desintegración de la República Federal Socialista de Yugoslavia y la independencia de Croacia, Bosnia, Eslovenia y República de Macedonia (hoy, Macedonia del Norte), la Asociación de Fútbol de Yugoslavia quedó integrada por Serbia y Montenegro. 
En 2003, tras la entrada en vigor de la nueva Carta constitucional, la República Federal de Yugoslavia se convirtió en Serbia y Montenegro; en consecuencia, la Asociación de Fútbol de Yugoslavia cambió su nombre para llamarse Asociación de Fútbol de Serbia y Montenegro (FSSCG).
Aunque el 3 de junio de 2006 Montenegro proclamó su independencia, Serbia y Montenegro todavía acudieron con una selección conjunta a la Copa Mundial de Alemania, iniciada seis días después. 
Al término del torneo, el 28 de junio de 2006, la  Federación de Fútbol de Serbia y Montenegro (FSSCG) fue disuelta, dando paso a la nueva Federación de Montenegro y a la Federación de Serbia (Fudbalski savez Srbije), a quien la FIFA y la UEFA reconocieron como continuadora de la FSSCG. Este reconocimiento permitió que Serbia, a diferencia de Montenegro, pudiese participar en la Eurocopa 2008, ocupando la plaza que correspondía a Serbia y Montenegro en el Grupo A de la fase clasificatoría.
Zvezdan Teržić, exjugador y directivo del OFK Belgrado fue elegido como primer presidente de la FSS y Javier Clemente fue contratado como primer seleccionador de Serbia.
La FSS adoptó un nuevo escudo y el color rojo para la camiseta de la selección nacional, en detrimento del tradicional plavi (azul) heredado de la época yugoslava, lo que originó un intenso debate nacional.
En junio de 2007 la Federación de Serbia fue sancionada por la UEFA con una multa de 24 000 euros por los cánticos racistas de sus aficionados y el comportamiento antideportivo de sus jugadores en el partido entre Inglaterra - Serbia del Campeonato de Europa sub-21.